# Bessie Hatton

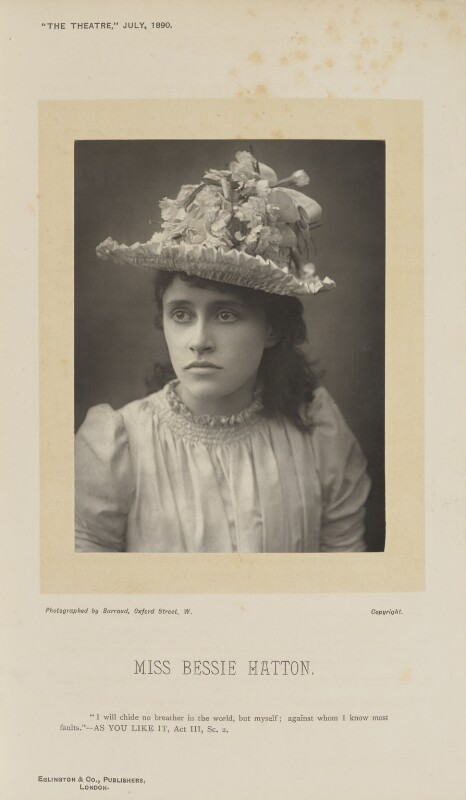
Porträt von Bessie Hatton von Herbert Rose Barraud, 1909

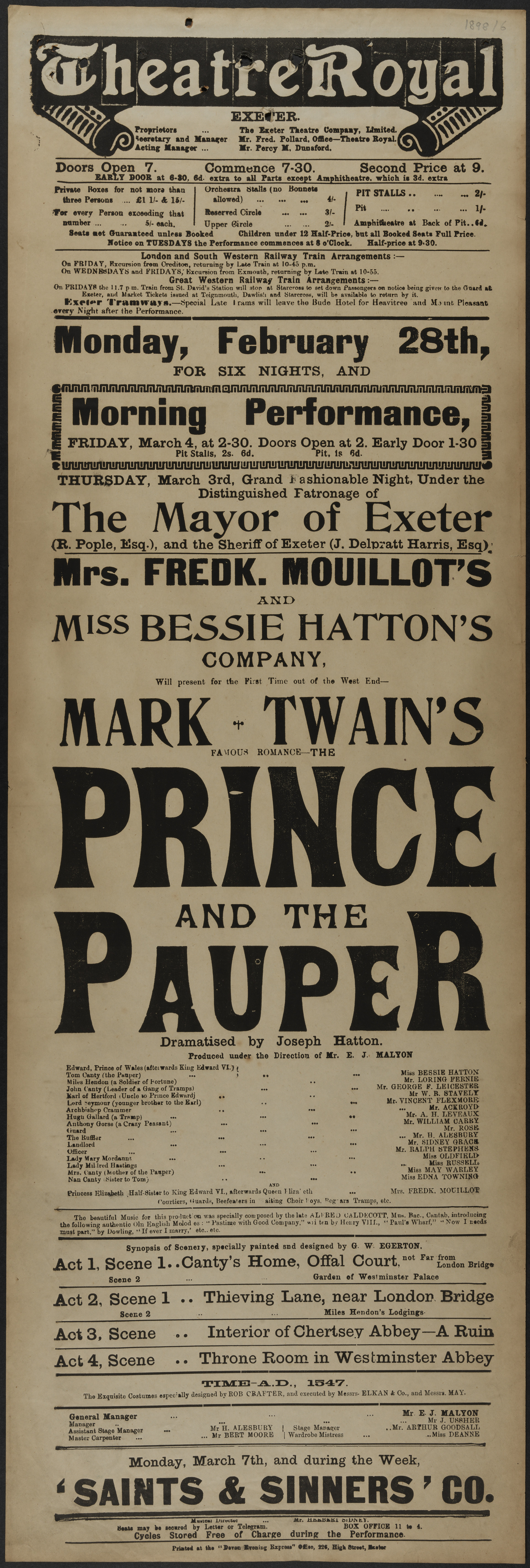
Spielplan zur Aufführung von Hattons The Prince and the Pauper („Der Prinz und der Bettler“), 1898

Bessie Lyle Hatton (* 22. November 1867 in Claines, Worcestershire; † 25. März 1964 in Brightwell-cum-Sotwell, Berkshire) war eine englisch-britische Schauspielerin, Dramatikerin, Journalistin, Frauenwahlrechtsaktivistin und Feministin.

## Leben
Hatton war die jüngste Tochter des Schriftstellers und Journalisten Joseph Paul Christopher Hatton (1841–1907) und seiner Frau Louisa, geborene Johnson (1840–1901). Ihr Bruder war der Forschungsreisende Frank Hatton. Sie wurde in einer Klosterschule in den Ardennen erzogen und studierte 1884/5 drei Semester lang englische Literatur, Deutsch und Mathematik am Bedford College in London. Von Kindheit an zeigte sie Theaterbegabung und 1886 verließ sie das College, um sich der Truppe von Frank Benson anzuschließen, die Shakespeare aufführte.
Im Jahr 1887 tourte sie mit der Farce Nancy und Co. durch die Provinztheater. Sie spielte die Rolle des jungen Eduard V. in Richard Mansfields Inszenierung von Richard III. am Globe Theatre (1889),  „Lady Eye“ in Henry Arthur Jones' Judah zusammen mit Gertrude Warden am Shaftesbury Theatre (1890), trat in der Version ihres Vaters von The Prince and the Pauper in der Music Hall auf (1891) und war „Lucy White“ in J. M. Barries The Professor's Love Story am Comedy Theatre (1894).
Auf Anraten ihres Vaters und trotz ihrer Bedenken, dass dies ihre Schauspielkarriere verlngsamen könnte. Dennoch erinnerte sie sich 1894 in einem Interview daran, dass sie sich „kein schöneres und [befriedigenderes] Leben vorstellen kann, als sich zwischen Literatur und Bühne aufzuteilen“. Sie schrieb eine Reihe von Märchen und Romanen, darunter 1895 das populäre The Village of Youth and Other Fairytales Danach wandte sie sich dem Schreiben von Theaterstücken für die Frauenwahlrechtsbewegung zu. Ihr Theaterstück Before Sunrise, wurde am 11. Dezember 1909 in der Royal Albert Hall für die Women’s Freedom League (WFL) aufgeführt wurde. Before Sunrise sieht mit der Sicht von 1909 auf die Zustände für Frauen in der frühviktorianischen Zeit zurück und fragt, ob sich tatsächlich schon genug geändert hat.
Sie war Mitglied der Actresses Franchise League (AFL), einer Berufsorganisation, die 1908 als „Zusammenschluss aller Frauen im Theaterberuf, die mit dem Woman’s Franchise Movement“ sympathisieren, gegründet wurde, und gehörte 1908 und 1909 zusammen mit Winifred Mayo, Madge Kendal und Edith Craig zu deren Leitungskomitee.
Im Juni 1908 gründete sie zusammen mit ihrer Kollegin, der Schauspielerin und Schriftstellerin Cicely Hamilton, die Women Writers’ Suffrage League, eine Organisation, die 400 Mitglieder zählte. Zu ihr gehörten u. a. Ivy Compton-Burnett, Sarah Grand, Violet Hunt, Marie Belloc Lowndes, Alice Meynell, Olive Schreiner, Evelyn Jane Sharp, May Sinclair und Margaret Louisa Woods, aber sie hatten auch viele prominente männliche Unterstützer. Ziel war die Produktion von Literatur für den Kampf für die Frauenrechte. Hatton war die organisierende Sekretärin, nahm an Veranstaltungen teil und organisierte Unterhaltungsprogramme für die Suffragettenversammlungen.
Als der Erste Weltkrieg ausbrach, half die Women Writers’ Suffrage League bei der Einrichtung einer Bibliothek im Endell Street Military Hospital und bei der Organisation von Freizeitaktivitäten im Krankenhaus.
Hatton war nie verheiratet und wohnte in ihrem späteren Leben in Berkshire, wo sie 1964 verstarb.

## Werke (Auswahl)
Märchen und Romane
- Enid Lyle (1894)
- The Village of Youth and Other Fairy Tales (1895)
- His Master Passion (1901)
- Pilgrims with Love (1902)

Theaterstücke
- The Outcast (1909), zusammen mit Beatrice Harraden
- Before Sunrise (1909)